# Duverger-törvény
A politikatudományban a Duverger-törvény Maurice Duverger francia szociológus, politikatudós tétele, amely azt mondja ki, hogy az egyfordulós, többségi elvű választási rendszerek a kétpártrendszer kialakulásának és fennmaradásának kedveznek. Duverger a törvény megfordítását is kimondta, miszerint a kétfordulós többségi elvű választások és az arányos választási rendszerek a többpárti berendezkedés felé hatnak.
A törvényszerűséget az 1950-es és 60-as években kiadott szakcikkeiben nevezte meg először, a jelenség hátterét az 1964-ben kiadott Politikai pártok c. nagy hatású munkájában írta le részletesen.

## Háttere

### Választási rendszerek
A többségi elvű választások jellegzetessége, hogy a jelöltek közül egyszerű vagy abszolút többség alapján választanak, azaz aki a legtöbb szavazatot nyeri, az kaphat mandátumot, míg a többi befutóra leadott szavazatok nem eredményeznek mandátumot. Az egyéni területi választások jellemzője, hogy a parlamentbe kerülő képviselőket területenként választják meg, általában többségi választáson.   
A választás lehet egyfordulós vagy többfordulós. Több forduló esetén az első forduló az összes jelölt támogatottságának felmérésére szolgál, míg a későbbi fordulókban jellemzően már csak bizonyos küszöböt elért jelöltek közül lehet választani. Az egyfordulós választásokon ezzel szemben egyetlen megmérettetésen dől el a mandátumok sorsa.  
Duverger azt vizsgálta, hogy a választási rendszerek szabályai miként hatnak a kialakuló politikai pártrendszer szerkezetére. Úgy találta, hogy tapasztalati összefüggés mutatható ki a mandátumszerzés jellege (hány fordulóban, milyen szabályok szerint lehet mandátumot szerezni) és a parlamenti pártok száma között: a többségi illetve egyfordulós választási rendszerű országok gyakran tartósan kétpárti berendezkedésűek.  

### A jelenség oka
A jelenség háttereként Duverger két tényezőt nevezett meg. Az első az egyéni kerületek többségi választási rendszerének mechanikus következménye, miszerint a két legnagyobb párton kívül a többi párt a támogatottságához mérve a parlamentben alulreprezentált. A másik tényező az elsőnek pszichológiai következménye: ha a harmadik legerősebb pártra leadott szavazatok nem válthatók mandátummá, a választók inkább a két legerősebb párt közül választják a kevésbé ellenszenveset, hogy a szavazatuk hatását maximalizálják. Emellett a kisebb pártokra is nyomást gyakorol a rendszer, hiszen a maximális mandátumszerzéshez érdekükben áll más pártokkal szövetségre lépni.

### A többségi rendszerek jellemzői
A kétpárti tömbösödést a rendszer nemcsak kialakítja, de konzerválja is: a pártoknak nem érdeke a pártszakadás, emellett a kis pártok megjelenését és megerősödését is gátolja a választási rendszer. A kétpártrendszer kialakulását követően a pártpolitikai színtér is hajlamos úgy alakulni, ami csak a két tömbnek kedvez, az új belépőknek nem: például a nagy pártok sokkal tőkeerősebbek, szervezeti tudásuk, társadalmi beágyazottságuk és médiatámogatásuk is sokkal erősebb, mint az új politikai formációké.
A kialakult kétpárti rendszerek jellemzője továbbá, hogy a pártok az azt előidéző többségi választási rendszerek fenntartásában érdekeltek.
A területi alapú többségi rendszerek az olyan pártoknak kedveznek, amelyek a legtöbb kerületben nagy támogatást élveznek, míg azon pártok, amelyek támogatottsága csak egy-két választókerületre koncentrálódik, az országos támogatottságukhoz képest jellemzően kevesebb mandátumot nyernek.

## Példák

### Amerikai Egyesült Államok
Az amerikai elnökválasztás gyakori példa a Duverger-törvény működésére, hiszen a egyesek ezzel magyarázzák, ahogy a szövetségi rendszer többségi elvű választásai a hagyományos kétpártiságot több mint egy évszázada kialakították és fenntartják. 
A többségi választási rendszerben kialakuló kétpártiság egy jellemzőjének tartják, hogy új pártok indulását és megerősödését a rendszer gátolja, viszont előfordulhat, hogy egy nemegyensúlyi helyzetet egy új politikai szereplő olyan módon használ ki, hogy azzal egy bevett pártot a nyeregből kiütve annak helyére lép. Erre hozható nevezetes példa a Whig összeomlása és a Republikánus Párt felemelkedése az amerikai polgárháború utáni turbulens időszakban.

### Ellenpéldák
A kétpártrendszer és a többségi választás korrelációt mutat, azonban az oksági összefüggés nem egyértelműen bizonyítható. A brit kétpártrendszer például többségi választás nélkül alakult ki, míg Hollandiában volt arra példa, hogy többségi rendszer esetén is többpárti parlament alakult. Általánosságban is elmondható, hogy az európai államok plurális pártszerkezete gyakran korábban alakult ki, mint hogy a többségi választási rendszert arányosra cserélték volna.
Lijphart elemzése alapján a tapasztalat ugyan sok ponton alátámasztja a Duverger-törvényt, de Kanadában például megfigyelhető, hogy a többségi választás ellenére több párt is hosszú távon megerősödött. A jelenség rámutat, hogy a többségi választási rendszer hatását ellensúlyozhatja, ha bizonyos politikai formációk a társadalom valamely erős területi vagy etnikai tagozódását képezik le. A Duverger-törvényt empirikusan alátámasztó esetek száma igen nagy, azonban a modern politikatudomány nem tekinti a törvényt determinisztikusnak.

## Fordítás
Ez a szócikk részben vagy egészben  a   Duverger's law című angol Wikipédia-szócikk ezen változatának fordításán alapul.  Az eredeti cikk szerkesztőit annak laptörténete sorolja fel. Ez a jelzés csupán a megfogalmazás eredetét és a szerzői jogokat jelzi, nem szolgál a cikkben szereplő információk forrásmegjelöléseként.